# Semecarpus parvifolius
Semecarpus parvifolius är en sumakväxtart som beskrevs av Thw.. Semecarpus parvifolius ingår i släktet Semecarpus och familjen sumakväxter. Inga underarter finns listade i Catalogue of Life.